# Začít spolu
Vzdělávací program Začít spolu (v mezinárodním označení Step by Step) představuje moderní pedagogický přístup, který je orientován na dítě. Spojuje v sobě nejnovější poznatky pedagogické a psychologické vědy s osvědčenými vzdělávacími postupy, k nimž se pedagogika v průběhu svého vývoje dopracovala. Je to velmi otevřený didaktický systém, který umožňuje každé škole a každému učiteli přizpůsobit si jeho konkrétní podobu kultuře, zvykům a tradicím dané země, jejímu vzdělávacímu systému i potřebám konkrétních dětí. 

Tento program se začal vytvářet v 90. letech v USA na základě nových poznatků o lidském mozku a procesu učení. Viditelná je zde inspirace školou C. Freineta. V České republice je tento program realizován od roku 1994 v mateřských školách a od roku 1996 na prvním stupni základních škol. V současné době funguje tento program ve více než 30 zemích světa.

## O programu
Program využívá projektového učení, integrovanou tematickou výuku a podnětné prostředí ve třídě. Prosazuje a umožňuje inkluzi dětí se speciálními vzdělávacími potřebami (děti s poruchami učení, děti s postižením, děti mimořádně nadané či děti z etnických menšin).
Pro program Začít spolu je typický individuální přístup, který zohledňuje schopnosti, znalosti a zájmy dítěte. Děti dostávají možnost volby takových úkolů, na které stačí. S touto svobodou volby je však spojena také odpovědnost za splnění daného úkolu.

### Cíle programu
- rozvíjet u žáků schopnost celoživotního vzdělávání,
- vytvořit výukové prostředí, které je založeno na vzájemném respektu a demokratických principech,
- zajistit stále se rozvíjející spojení s praxí,
- zajistit, aby všechny děti získaly teoretické, umělecké, etické a praktické dovednosti k tomu, aby se mohly úspěšně zapojit do demokratické společnosti.

### Otevřené vyučování
Tento program prosazuje tzv. Otevřené vyučování, tj. vyučování za účasti rodičů. Je to jeden z hlavních prvků tohoto programu, škola Začít spolu prosazuje začít vzdělávání společně s dětmi a jejich rodiči. Tento program vychází z přesvědčení, že rodiče jsou primárními vychovateli svých dětí a jako takoví mají na výchovu a vývoj svých dětí největší vliv. Dále program vychází z toho, že rodiče a učitelé jsou si rovnocennými partnery a že rodiče nesou odpovědnost za vzdělávání svých dětí a proto mají právo spolurozhodovat o jeho naplňování. Zapojení rodičů do vyučování navíc přispívá k lepšímu rozvoji dítěte, vytváří u rodičů pocit uspokojení, hrdosti a sebevědomí z dobrého plnění své rodičovské role a poskytuje rodičům příležitost hodnotit a ovlivňovat kvalitu vzdělávacího systému.
Rysy otevřeného vyučování:
- otevřenost pro aktivní, samostatnou práci žáků
- otevřenost výuky – tj. prostupnost a spolupráce mezi jednotlivými vyučovacími předměty
- otevřenost školy vůči prostředí (rodině, komunitě, …) – rodiče se mohou kdykoliv zúčastnit vyučování, mají možnost zprostředkovat exkurze pro děti apod.

### Centra aktivit
Typická třída ve škole Začít spolu je rozdělena do tzv. center aktivit, kde děti plní různé úkoly. Centra aktivit jsou různá a jsou uspořádána tak, aby se vzájemně nerušila a děti mohly v klidu pracovat. Úkoly v centrech aktivit vždy souvisí s daným týdenním tématem. Děti úkoly plní samostatně a mohou si vybrat, ve kterém centru aktivit budou pracovat. Důležité je však to, že během daného týdne musí splnit úkoly ve všech centrech aktivit. Díky tomuto mají děti svobodu volby, ale zároveň jsou vedeny k odpovědnosti za svou volbu.

### Hodnocení
Ve školách Začít spolu je kladen důraz spíše na zjišťování toho, co děti vědí a umějí, než aby se zaměřovalo na to, co nevědí a nezvládnou. Každý žák má své hodnotící portfolio, které slouží ke shromáždění informací, na jejichž základě je pak možno posoudit žákovy pokroky a stanovit nové výukové cíle. Do tohoto portfolia si žáci dávají všechny splněné úkoly, které dělaly v rámci vyučování. Součástí portfolia je také „Individuální smlouva“, která se sepisuje na konzultacích, kterých se účastní rodič, dítě a třídní učitel. Na těchto konzultacích docházejí všechny tři strany k vzájemné dohodě, které oblasti je potřeba u dítěte posílit a co pro to dítě udělá. Dítě se tak učí sebehodnocení a přebírání odpovědnosti za své učení.

## Průběh vyučování
Den v metodě Začít spolu je rozdělen do čtyř částí. Den začíná ranním kruhem, následuje společná práce, po přestávce děti pracují v centrech aktivit a závěr dne je věnován hodnotícímu kruhu.

### Ranní kruh (20–30 minut)
Ráno děti začínají tzv. ranním kruhem, který slouží pro vyjadřování vlastních pocitů, děti se dozví informace o tom, co je daný den čeká, mají možnost říct, co o daném tématu vědí, co by se chtěly naučit apod. Dále si zde děti mohou sdělit své zážitky, říct, jak se cítí, … Učitel se tak seznamuje s pocity dětí a může podle nich volit vhodný způsob jednání. Děti se zde učí vyjadřovat, vybírat, co je podstatné, učí se naslouchat druhým, diskutovat apod.
Součástí ranního kruhu je i „ranní zpráva“, která má za úkol seznámení dětí s tím, co je čeká či zopakování učiva (např. gramatiky), může se také vztahovat k určitému ročnímu období apod. Tato zpráva má různé formy, může jít například o doplňování gramatických jevů do textu nebo může děti seznamovat s novým tématem a dávat jim k tématu otázky, které slouží k zamyšlení dětí.

### Společná práce (60–90 minut)
Během společné práce mohou děti pracovat samostatně, ve dvojicích či ve skupinách. Důležité pro tuto práci je však to, že všichni pracují na společném zadání. Během skupinové práce se děti věnují matematice, českému jazyku, přírodopisu apod. I při této skupinové práci by měly být děti co nejvíce zapojeny, např. hry, diskuze, zajímavé úkoly.

### Centra aktivit (60–90 minut)
Po přestávce následuje práce v centrech aktivit. Úkoly v těchto centrech jsou voleny tak, aby rozvíjely znalosti a dovednosti dětí a zároveň vždy souvisí s daným týdenním tématem. Pokud je týdenní téma například živočichové, děti plní v centrech aktivit úkoly, kde se s živočichy nějakým způsobem pracuje. V centru čtení si tak děti čtou například o tom, čím se různá zvířata živí, v centru psaní o zvířatech píší, v centru matematiky se zvířaty počítají, v centru ateliér je zase kreslí...

### Hodnotící (reflexní) kruh (20–30 minut)
Na konci dne se děti sejdou společně v komunitním kruhu, kde zhodnotí, jak se jim pracovalo, co je bavilo, co nebavilo, co se naučily, co by se ještě naučit chtěly… Děti si také sdělují své zkušenosti a učí se tak i od sebe navzájem. Ve škole Začít spolu je kladen velký důraz na sebehodnocení žáků, které dítěti umožňuje odhadnout vlastní pokrok a přijmout tak zodpovědnost za proces i výsledek svého učení.